# 坦博峰
46°29′49″N 09°17′00″E / 46.49694°N 9.28333°E

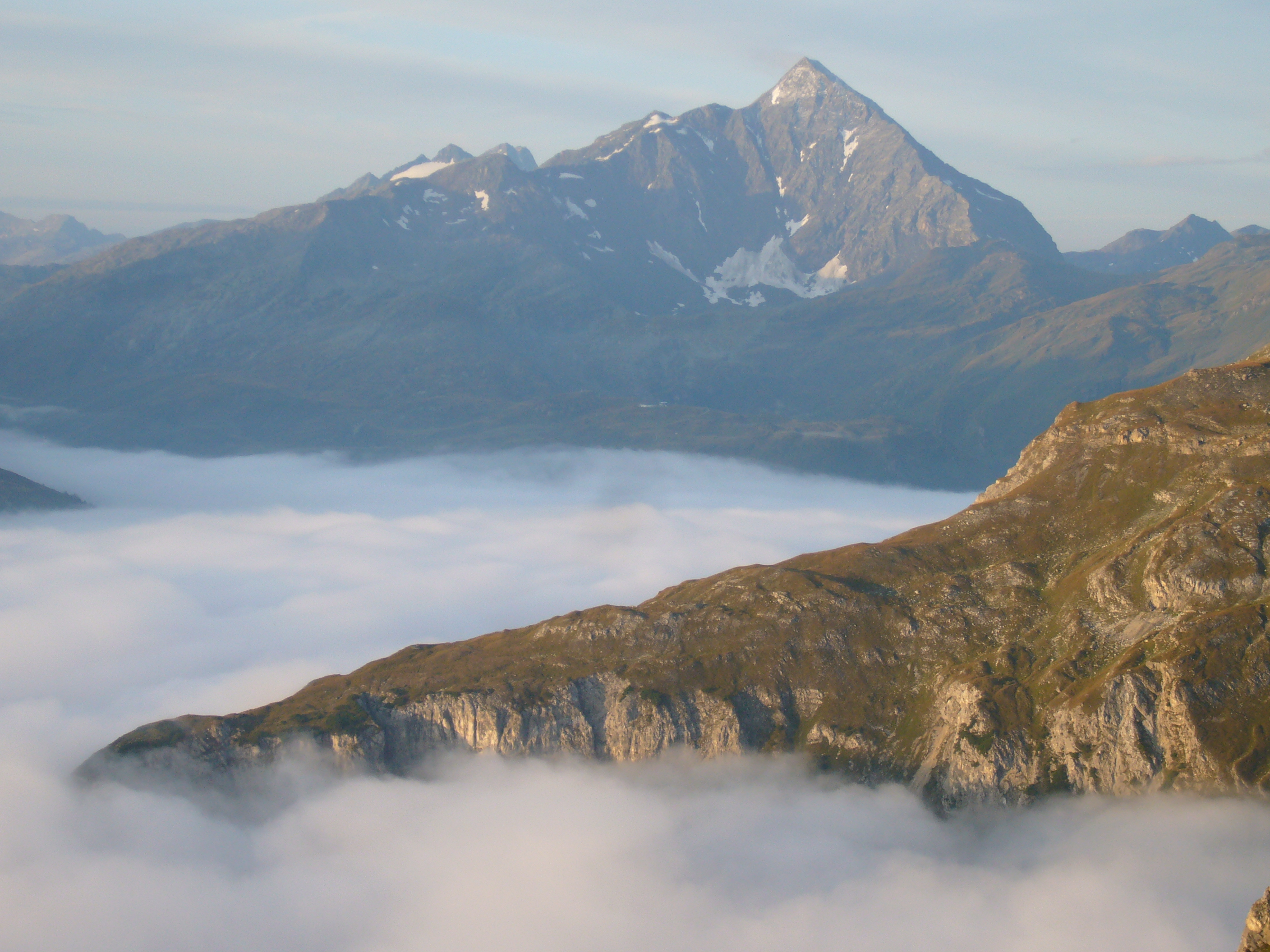

坦博峰（義大利語：Pizzo Tambò），是歐洲的山峰，位於瑞士和意大利接壤的邊境，屬於勒蓬廷阿爾卑斯山脈的一部分，海拔高度3,279米，人類在1828年首次登頂。

## 外部連結
- Pizzo Tambo on Summitpost（页面存档备份，存于）
- Pizzo Tambo on Hikr（页面存档备份，存于）